# Droga wojewódzka nr 729
Droga wojewódzka nr 729 (DW729) – droga wojewódzka o długości 4,4 km łącząca drogę krajową 48 w Potworowie z drogą wojewódzką 727 w Przystałowicach Dużych.

## Miejscowości leżące przy trasie DW729
- Przystałowice Duże (DW727)
- Potworów (DK48, DW740)